# گرگ پارکز
گرگ پارکز (انگلیسی: Greg Parks; ۲۵ مارس ۱۹۶۷ – ۱۶ ژوئن ۲۰۱۵) بازیکن هاکی روی یخ اهل کانادا بود.